# Даріда (футбольний клуб)
«Даріда» (біл. Дарыда) — колишній професіональний білоруський футбольний клуб з смт Ждановичі Мінської області.

## Хронологія назв
- 2000—2002: «Даріда»
- 2003: «Даріда-ГБЖ»
- 2004—2008: «Даріда»

## Історія
Футбольний клуб «Даріда» був заснований у 2000 році за ініціативою мінського району за фінансової підтримки УЧП «Даріда». Команда була створена за участю фахівців, які працювали в самохваловічском «Сантанасе» (пізніше перейменований в «Ниву»). Свою назву клуб отримав від імені приватного підприємства «Даріда», директор якого Володимир Делендик і став головою клубу. Завод «Даріда» відомий своєю мінеральною водою та безалкогольними напоями, тому вболівальники інших клубів охрестили команду «мінеральною дружиною» або просто «мінеральніками».
Відразу після створення команда була заявлена до другої ліги чемпіонату Білорусі, де посіла перше місце за підсумками регулярного чемпіонату, а потім впевнено виграла й фінальний турнір. У першій лізі «Даріда» перебувала два сезони. У 2002 році під керівництвом головного тренера Володимира Курнєва вона виграла цей турнір і вийшла до вищої ліги. У тому сезоні головний бомбардир клубу Олег Кузьменок забив 39 м'ячів, що до сих пір залишається рекордним результатом для учасників першої ліги.
Домашні матчі «Даріда» проводила в Дзержинську і на КФП «Дрозди». З виходом у першу лігу розпочалося будівництво власної арени на базі футбольного поля Мінського районного будинку культури.
Вперше назву клубу було змінено в 2003 році на «Даріда-ТБЖ» (ТБЖ — абревіатура одного зі спонсорів: Торгового будинку «Ждановичі»), але вже під час чемпіонату фінансові непорозуміння серед керівництва привели до повернення старої назви.
Дебют у вищій лізі вийшов не надто переконливим. Програвши більшість матчів, команда ледь не покинула елітний дивізіон. Чемпіонат 2006 року вийшов у «Даріди» успішним. Перше коло команда сенсаційно завершила на першому місці, обігравши практично всіх фаворитів. Однак у другому колі команда зазнала серйозного спаду в грі й з кожним туром «Даріда» віддалялася від призової трійки, посівши у підсумку 8-е місце.
Наступний сезон команда розпочала під керівництвом колишнього тренера збірної Білорусі Анатолія Байдачного. Також були підписані контракти з рядом іменитих гравців — Володимиром Маковським, Ігорем Тарловським, Андрієм Разіним та іншими. Однак великі інвестиції не принесли результату: з самого початку сезону «Даріда» опинилазя внизу турнірної таблиці, а перше коло закінчила на передостанньому місці. Гравці з великими зарплатами були звільнені, а тренер покинув клуб зі скандалом, звинувативши керівництво в невиконанні контрактних угод й постійному втручанні в тренувальний процес.
На початку жовтня 2008 року керівництво клубу звинуватило Білоруську федерацію футболу в упередженому ставленні до команди. Керівництву БФФ було направлено два офіційні листи. Перше стало прямим наслідком гостьового матчу проти «Німану», коли гродненська команда вирвала перемогу, забивши два голи в компенсований до другого тайму час - на 92-й і 95-й хвилинах. При цьому футболістам «Даріди» було показано вісім жовтих карток і одна червона, тоді як гравцям «Німану» — лише одна жовта. Окрім цього, суддя Антуан Майоров не зарахував забитий «Дарідою» м'яч. Там же наводилися й інші факти суддівських рішень в матчах за участю «Даріди», які вплинули на турнірне становище клубу. У цьому ж листі керівництву БФФ висувався й свого роду ультиматум — «Даріда» вимагала скасувати результат матчу з «Німаном» і провести повторну зустріч. У зв'язку з цим команда не вийшла на гру проти «Граніту» 11 жовтня 2008 року, за що їй було зараховано технічну поразку з рахунком 0:3.
13 жовтня 2008 року суддівським комітетом АБФФ було розглянуто суддівство в матчі «Німан» — «Даріда». За його підсумками арбітр Антуан Майоров і помічник рефері Дмитро Семенов були відсторонені від обслуговування матчів у всіх лігах до кінця сезону. Суддівський комітет визнав помилковим рішення А.Майорова не зарахувати забитий «Дарідою» другий м'яч. Всі інші рішення арбітра — тривалість додаткового часу, справедливість винесених футболістам попереджень та порушення правил в момент голів у ворота «Даріди» — були визнані обґрунтованими.
Наприкінці сезону 2008 року клуб «Даріда» припинив своє існування.

## Досягнення
- Перша ліга Білорусі
  -  Чемпіон (1): 2002
  -  Бронзовий призер (1): 2001

- Друга ліга Білорусі
  -  Чемпіон (1): 2000

## Статистика виступів

### Чемпіонат і Кубок Білорусі
| Сезон | Ліга       | М  | Іг  | В  | Н | П  | Голи  | Очки | Кубок       | Примітки                                 |
| ----- | ---------- | -- | --- | -- | - | -- | ----- | ---- | ----------- | ---------------------------------------- |
| 2000  | Друга (Д3) | 1  | 22  | 16 | 1 | 5  | 42-23 | 49   | 1/16 фіналу | Вихід у фінальний раунд                  |
| 2000  | Друга (Д3) | 1  | 141 | 9  | 2 | 3  | 31-14 | 29   | 1/16 фіналу | Вихід у Першій лізі                      |
| 2001  | Перша (Д2) | 3  | 28  | 19 | 4 | 5  | 49-22 | 61   | 1/16 фіналу |                                          |
| 2002  | Перша (Д2) | 1  | 30  | 23 | 5 | 2  | 89-23 | 74   | 1/16 фіналу | Вихід у Вищу лігу                        |
| 2003  | Вища (Д1)  | 13 | 30  | 7  | 4 | 19 | 22-45 | 25   | 1/8 фіналу  |                                          |
| 2004  | Вища (Д1)  | 11 | 30  | 9  | 8 | 13 | 38-48 | 35   | 1/2 фіналу  |                                          |
| 2005  | Вища (Д1)  | 10 | 26  | 7  | 8 | 11 | 30-36 | 29   | 1/16 фіналу |                                          |
| 2006  | Вища (Д1)  | 8  | 26  | 10 | 7 | 9  | 23-21 | 37   | 1/8 фіналу  |                                          |
| 2007  | Вища (Д1)  | 11 | 26  | 7  | 4 | 15 | 27-46 | 25   | 1/4 фіналу  |                                          |
| 2008  | Вища (Д1)  | 16 | 30  | 4  | 7 | 19 | 25-56 | 19   | 1/16 фіналу | Виліт у Першу лігу, припинення існування |

- 1 Включаючи 6 матчів, перенесених з 1-го раунду.

## Структура клубу
В структуру клубу входили:
- Команда майстрів, яка грала у Вищій лізі;
- Дублюючий склад команди майстрів;
- Юнацькі команди U-14, U-15 та U-16.

## Стадіон
Спочатку команда не мала свого стадіону, грала матчі на орендованих полях в Дзержинську й Мінську (в Дроздах). Будівництво власної арени почалося з виходом «Даріди» в першу лігу. Стадіон «Даріда» розташовувався в колишньому селі Кунцевщіна на заході Мінська в межах Мінської кільцевої автодороги. Він був власністю футбольного клубу.
На початку жовтня 2008 року клубний стадіон «Даріди» був проданий мінському «Динамо». При цьому «Даріда» отримала можливість безоплатно користуватися стадіоном до закінчення сезону. Найближчим часом «Динамо» планує зайнятися модернізацією і розвитком інфраструктури стадіону, на якому, скоріш за все, будуть грати юнацькі команди клубу. Зараз там проходять й матчі основного складу клубу. Стадіон має назву «Динамо-Юні».

## Фанатське угруповання
Протягом існування клубу відоме тільки одна угруповання (фірма) під назвою «Water Demons», яке виникло в 2001 році. З 2002 року вона випускала фанатський журнал «Fantom» (виходив раз на рік). У сезонах 2006-2007 років угруповання нараховувало близько 50 активних фанатів.

## Відомі гравці
До списку потрапили футболісти, про яких написана стаття в українській вікіпедії
- Павло Довгулець
- Сергій Кабельський
- Микола Кашевський
- Сергій Кузнецов
- Федір Лукашенко
- Володимир Маковський
- Михайло Маковський
- Віталій Трубіла
- Віталій Шепетовський
- Юрій Магдієв

## Відомі тренери
- Володимир Курнєв (2000 — вересень 2003)
- Олег Курбаєв (вересень 2003 — квітень 2004)
- Армен Адамян (квітень — вересень 2004)
- Людас Румбутіс (вересень 2004 — жовтень 2006)
- Вадим Бразовський (як в. о. головного тренера, жовтень 2006 — 3 січня 2007)
- Анатолій Байдачний (3 січня 2007 — 13 червня 2007)
- Вадим Бразовський (як в. о. головного тренера, 14 червня — 28 червня 2007)
- Володимир Курнєв (28 червня 2007 — 4 січня 2008)
- Вадим Бразовський (2008)